# Vélodrome Juan de Fuca
Le vélodrome Juan de Fuca est un vélodrome situé dans la ville de Victoria,  capitale provinciale de la Colombie-Britannique, au Canada.
Il se situe dans l'enceinte du Juan de Fuca Recreation Centre, un important espace sportif comprenant notamment une piscine, une piste de curling, un circuit de BMX et des terrains couverts de volley-ball.

## Histoire
Il a été construit durant les années 1992 et 1993, en vue d'accueillir les épreuves de cyclisme sur piste Jeux du Commonwealth de 1994, qui se sont déroulés dans la ville de Victoria. Sa piste est en béton. Son périmètre est de 333,33 mètres. La piste a une inclinaison maximum de 28 degrés et minimum de 10 degrés.
Il a accueilli les Jeux du Commonwealth de 1994, la deuxième manche de la coupe du monde de cyclisme sur piste de 1998, ainsi que les championnats canadiens de 1993, 1996, 1998 et 2004.
Plusieurs records ont été battus sur cette piste, dont le record du kilomètre départ arrêté par le champion australien Shane Kelly en 1994, lors des Jeux du Commonwealth organisés dans la ville de Victoria.